# Urbie Green
Urban Clifford Green (ur. 8 sierpnia 1926 w Mobile, zm. 31 grudnia 2018 w Hellertown w stanie Pensylwania) – amerykański puzonista jazzowy, wirtuoz tego instrumentu. Został nazwany „puzonistą nad puzonistami”.

## Życiorys
Jego rodzicami byli Robert Eugene i Aurora z d. Blanche. Matka uczyła go gry na fortepianie, już kiedy był dzieckiem. Od początku grał z zeszytów nutowych utwory jazzowe i popularne melodie. Jego starsi bracia grali na puzonie, więc i on, mając dwanaście lat, sięgnął po ten instrument. Słuchał puzonistów takich jak Tommy Dorsey, J.C. Higginbotham, Jack Jenney, Jack Teagarden i Trummy Young, ale istotny wpływ na jego muzykę wywarli trębacz Dizzy Gillespie oraz saksofoniści Charlie Parker i Lester Young. Uczęszczał do szkoły średniej w Auburn (Auburn High School) i grał w jej The Auburn Knights Orchestra.
Kiedy miał piętnaście lat, zmarł jego ojciec i wtedy, żeby wspomóc finansowo matkę i młodszą siostrę, rozpoczął grać zawodowo. Rok później wyjechał do Kalifornii i został przyjęty do orkiestry Tommy’ego Reynoldsa. Następnie występował z zespołami Jana Savitta, Boba Stronga i Frankiego Carle’a. W tym czasie ukończył na wydziale muzycznym Hollywood Professional School w Los Angeles. W 1947 podjął pracę w orkiestrze Gene’a Krupy, w której grał trzy lata. W październiku 1950 razem ze swoim bratem Jackiem dołączył do The Thundering Herd nr 3 Woody’ego Hermana.
W 1953 przeniósł się do Nowego Jorku. Wziął udział w jam sessions trębacza Bucka Claytona, nagrywanych przez wytwórnię Columbia. Szybko stał się jednym z najbardziej poszukiwanych puzonistów–sidemanów w mieście. W 1954 otrzymał nagrodę „Nowej Gwiazdy” (Tne New Star Award) w międzynarodowym plebiscycie krytyków tygodnika jazzowego „DownBeat”. W latach 1955–1957 grał z przerwami z „Królem Swingu”, klarnecistą Bennym Goodmanem, a w 1963 z kolejnym gigantem jazzu, pianistą – Countem Basie’em. W latach 1966–1967 – już po śmierci Tommy’ego Dorseya w 1956 – był przez prawie rok liderem jego big-bandu.
Od lat 50. do połowy następnej dekady dużo nagrywał jako lider i sideman grup jazzowych. Później zaczął odchodzić od jazzu na rzecz muzyki popularnej i tanecznej. W końcu lat 60. oraz w latach 70. nagrał szereg dobrze przyjętych albumów we współpracy z muzykiem, producentem i inżynierem dźwięku Enochem Lightem, pianistą Dickem Hymanem oraz trębaczami Maynardem Fergusonem i Docem Severinsenem. Dzięki Lightowi płyty „zawierały mniej solówek Urbiego, a znacznie więcej muzyki jego zespołu”. W ciągu całej kariery nagrał dwadzieścia cztery albumy jako lider i ponad dwieście pięćdziesiąt jako muzyk towarzyszący.
W latach 70. zajął się puzonem również od strony technicznej. Zaprojektował sygnowany ustnik dla firmy Jet-Tone. Współpracował również z The Martin Band Instrument Company nad modyfikacjami konstrukcji puzonu, m.in. suwaka i jego uchwytu, zaworu do usuwania skroplin, oraz zmianami wykończenia. Zaczął także eksperymentować z zaprojektowanym dla niego przez firmę King (obecnie Conn-Selmer) puzonem „Green Monster”, wyposażonym w zamontowany przy ustniku przetwornik King Vox Amp i podłączony do modyfikatorów dźwięku – octavera i pogłosu (reverb).
Po ślubie z drugą żoną większość wolnego czasu spędzał we własnym domu w górach Pocono w północno-wschodniej Pensylwanii. Zmarł w domu dla seniorów Saucon Valley Manor w miejscowości Hellertown. Miał 92 lata.

### Małżeństwa
Był dwukrotnie żonaty. Jego pierwszą małżonką była Darlein Dietz, z którą miał dwóch synów: Urbana Clifforda juniora i Jamesa Prestona. Drugą żoną została wokalistka i aktorka Katherine z d. Prestigiacomo. Pozostali ze sobą do końca jego życia. Mieli dwoje dzieci: syna – Jesse’ego i córkę – Casey.

## Wybrana dyskografia

### Jako lider lub współlider
- 1955 
  - All About Urbie Green and His Big Band (His Master’s Voice)
  - Blues And Other Shades of Green (ABC-Paramount)
  - Urbie (Bethlehem)
- 1958 Let's Face the Music and Dance – Urbie Green and His Orchestra (RCA Victor)
- 1959 Urbie Green – His Trombone And Rhythm (RCA Victor)
- 1966 Urbie Green – 6-Tet (Command)
- 1967 Urbie Green and Twenty of the „World’s Greatest” – Twenty-One Trombones (Project 3 Total Sound)
- 1968 Urbie Green and Twenty of the „World’s Greatest” – 21 Trombones Rock–Blues–Jazz, Volume Two (Project 3 Total Sound)
- 1971 Green Power (Project 3 Total Sound)
- 1972 Bein’ Green (Project 3 Total Sound)
- 1973 Urbie Green & Nat Pierce – Old Time Modern (Vanguard)
- 1974 Urbie Green’s Big Beautiful Band (Project 3 Records)
- 1977
  - The Fox (CTI)
  - Señor Blues (CTI)
  - All About Urbie Green and His Big Band (ABC/Paramount)
- 1997 Sea Jam Blues (Chiaroscuro)
- 2006 Indigo Moods (Jazz Hour)

### Jako sideman
Z Count Basie and His Orchestra
- 1963
  - This Time by Basie! (Reprise)
  - Ella and Basie! (Verve)
- 1964 Basie Land (Verve)

Z Tonym Bennettem
- 1961 My Heart Sings (Columbia)
- 1966
  - A Time for Love (Columbia)
  - The Very Thought of You (Columbia)
- 1967 Tony Makes It Happen! (Columbia)

Z The Brassmates
- 1962 Just a Minute! – The Brassmates featuring Urbie Green (Sesac Recordings)

Z Rayem Charlesem
- 1961 Genius + Soul = Jazz (Impulse!)
- 1966 At the Club (Philips)

Z Buckem Claytonem
- 1954
  - The Huckle-Buck and Robbins’ Nest (Columbia)
  - How Hi the Fi (Columbia)
- 1955
  - Jumpin’ at the Woodside (Columbia)
  - Buck Clayton Jams Benny Goodman (Columbia)
- 1956 All the Cats Join In – 25 Star Jazzmen in a Buck Clayton Jam Session (Columbia)
- 1974
  - Swingin’ Buck Clayton Jams (CBS)
  - A Buck Clayton Jam Session (Chiaroscuro)

Z Maynardem Fergusonem
- 1964 The Blues Roar (Mainstream)

Z Arethą Franklin
- 1969 Soul ’69 (Atlantic)
- 1987 Love All the Hurt Away (Arista)

Z Astrud Gilberto
- 1965 The Shadow of Your Smile (Verve)
- 1967 Beach Samba (Verve)
- 1977 That Girl from Ipanema (Image Records)

z Dizzym Gillespiem
- 1960 Gillespiana (Verve)
- 1961 Perceptions (Verve)

Z Woodym Hermanem
- 1960 At the Monterey Jazz Festival (Atlantic)
- 1963 Hey! Heard the Herd? (Verve)
- 1979 In Person Woody Herman and His ’51 Herd Live in New Orleans (Giants of Jazz)
- 1982 The Third Herd (Discovery)

Z Antônio Carlosem Jobimem
- 1967 Wave (A&M/CTI)
- 1970 Stone Flower (CTI)
- 1973 Jobim (MCA)

Z J.J. Johnsonem i Kaiem Windingiem
- 1956 Jay & Kai + 6 (Columbia)
- 1959 Jay and Kai (Fontana)
- 1963 J.J.’s Broadway (Verve)

Z Manhattan Brass Choir
- 1967 Praise to the Living God – Manhattan Brass Choir directed by Mark Freeh featuring Clark Terry and Urbie Green (ABC)

Z różnymi wykonawcami
- 1972 Newport ’58 – Dinah Washington–Terry Gibbs–Max Roach–Don Elliott–Urbie Green (Mercury)

Z Jimmym Rushingem
- 1957 The Jazz Odyssey of Jimmy Rushing (Philips)
- 1958 Little Jimmy Rushing and the Big Brass (Columbia)
- 1953 Five Feet of Soul (Colpix)

Z Charliem Venturą
- 1977 „Chazz” '77 – The New Charlie Ventura Sextet with Urbie Green and Warren Vaché (Famous Door)

Zestawienie wg dat wydania płyt

## Nagrody i wyróżnienia
- 1995 Wprowadzenie do Panteonu Sław Jazzu Alabamy (The Alabama Jazz Hall of Fame)[5]